# Csobaj
Csobaj ist eine ungarische Gemeinde im Kreis Tokaj im Komitat Borsod-Abaúj-Zemplén.

## Geografische Lage
Csobaj liegt in Nordungarn, 50 Kilometer östlich des Komitatssitzes Miskolc, zwei Kilometer vom Ufer der Theiß entfernt. Nachbargemeinden sind Taktabáj und Tiszatardos in ungefähr drei Kilometer Entfernung.
Die nächstgelegene Stadt Tiszalök befindet sich vier Kilometer südöstlich von Csobaj.

## Latènezeitliches Kindergrab
Der Fundort liegt auf einem Sandhügel, der von einem Arm des Flüsschens Takta begrenzt ist. Der Grabfund von 1981 wird in die Mitte des 1. Jahrhunderts v. Chr., also spätes Mittellatène, datiert. Bei der Rettungsgrabung und einer sorgfältigen Nachgrabung wurde das Brandgrab eines Kindes freigelegt. Weitere Bestattungen konnten nicht aufgefunden werden.
Als Grabbeigaben konnten sechs Urnen, sieben Schalen, ein Topf, ein Kantharos (Trinkgefäß), drei Fibeln, ein Bronzearmring und ein Eisenmesser sichergestellt werden. Die Gefäße sind dunkelbraun und scheibengedreht. Die Urnenhälse, der Topfhenkel und -bauch haben Kreis- und Rippenverzierungen, der Kantharos trägt ein Widderkopfdekor.

## Sehenswürdigkeiten
- Reformierte Kirche, erbaut 1786–1804
- Römisch-katholische Kirche Nagyboldogasszony, erbaut 2004
- Weltkriegsdenkmal (I–II. világháborús emlék)

## Verkehr
Durch Csobaj verläuft die Landstraße Nr. 3621. Der nächstgelegene Bahnhof befindet sich in Tiszalök.